# ONE (ASKAのアルバム)
『ONE』（ワン）は、ASKAの4枚目のオリジナル・アルバムで、本作の2曲目の楽曲名である。1997年3月12日に発売された。発売元は東芝EMI。
2001年5月23日に再発売されている。

## 背景・制作
前作『NEVER END』からおよそ2年ぶりとなるソロ・アルバム。ASKAがイギリスに渡り、現地のプロデューサーやミュージシャンと共同作業によって制作された作品:403,405。
本作は「人がいちばん聴きやすい長さ」を意識して、最初から10曲収録と決めていたという。写真撮影はベトナムで行われ、ハービー・山口が担当した。

## 収録曲
| 全作詞: 飛鳥涼。 |                                    |           |                       |                                    |      |
| #                | タイトル                           | 作詞      | 作曲                  | 編曲                               | 時間 |
| 1.               | 「風の引力」                       | 飛鳥涼    | 飛鳥涼                | 飛鳥涼、CHRIS PORTER               | 5:08 |
| 2.               | 「ONE」                            | 飛鳥涼    | 飛鳥涼、ERVIN BEDWARD | 飛鳥涼、PAUL WICKENS               | 4:02 |
| 3.               | 「草原にソファを置いて」           | 飛鳥涼    | 飛鳥涼                | 飛鳥涼、PAUL STAVELEY O'DUFFY      | 4:47 |
| 4.               | 「バーガーショップで逢いましょう」 | 飛鳥涼    | 飛鳥涼                | 飛鳥涼、PAUL STAVELEY O'DUFFY      | 3:30 |
| 5.               | 「僕はすっかり」                   | 飛鳥涼    | 飛鳥涼                | PAUL STAVELEY O'DUFFY, ROBIN SMITH | 4:41 |
| 6.               | 「共謀者」                         | 飛鳥涼    | 飛鳥涼                | 飛鳥涼、CHRIS PORTER               | 3:50 |
| 7.               | 「帰宅」                           | 飛鳥涼    | 飛鳥涼                | 飛鳥涼、PAUL WICKENS               | 3:52 |
| 8.               | 「ブラックマーケット」             | 飛鳥涼    | 飛鳥涼                | 飛鳥涼、PAUL WICKENS               | 4:04 |
| 9.               | 「君が家に帰ったときに」           | 飛鳥涼    | 飛鳥涼                | 飛鳥涼、CHRIS PORTER               | 4:49 |
| 10.              | 「ID」                             | 飛鳥涼    | 飛鳥涼                | 飛鳥涼、PAUL STAVELEY O'DUFFY      | 4:48 |
| 合計時間:        | 合計時間:                          | 合計時間: | 合計時間:             | 43:31                              |      |

## 楽曲解説
※コメントは、『ONE』 Official Web Site を参照
1. 風の引力
1997年2月5日に発売された5枚目のシングル「ID」のカップリング曲。JAL STORY '97 イメージソング。
2. ONE
1997年4月28日に6枚目のシングルとしてシングルカットされた。日本テレビ系水曜ドラマ『ガラスの靴』オープニングテーマ。
共作者になっているERVINが、何気なく歌った鼻唄のフレーズがきっかけで制作された楽曲である。
3. 草原にソファを置いて
1996年12月25日に出演したフジテレビ系『'96 夜のヒットスタジオ 超X'masデラックスin NY』で、一足早く披露された。
4. バーガーショップで逢いましょう
アルバムの中に楽しめる楽曲があったらいいなという事で、制作されたという。
5. 僕はすっかり
最初は「コーナーボーイ」というタイトルでOKとなっていたが納得がいかず、詞・曲・アレンジのすべてをやり直した楽曲となった。
6. 共謀者
物事を進めていく仲間やチームを、共謀しているという発想からつけられたタイトル。何があってもおじけるな、自分の力で思うままに進んでいけば必ず形になるんだっていうのがこの曲のテーマだという。
コンサートツアーの模様を収めた映像作品のタイトルにもなっている。
7. 帰宅
ASKAがある朝、仕事が終わってスタジオから帰る途中の情景と気持ちを覚えておこうと、車を止めてメモを取ったのがきっかけであるという。
8. ブラックマーケット
非正規品、いわゆるコピーが割と身近な所でも出回っているという事を、ポップなメロディーに乗せて歌っている楽曲。
9. 君が家に帰ったときに
入院している女の子と、それを見舞いに訪れる男の子という恋人同士の歌。
本作の中では、正統派な楽曲であるとしている。
10. ID
1997年2月5日発売の5枚目のシングル。フジテレビ系『木曜の怪談 ファイナル 「タイムキーパーズ」』エンディングテーマ。NEC 企業CMソング。

## 参加ミュージシャン
| 風の引力 - Produced, Engineered & Mixed by Chris Porter - Drums & Percussion：Andy Duncan - Guitar：Phil Palmer - Keyboards：Peter Gordeno - Programming & Assistant Engineer：Steve McNichol ONE - Produced by Paul 'Wix' Wickens - Engineered & Mixed by Mark 'Tufty' Evans - Drums：David J. Mattacks - Guitar：Robbie McIntosh - Bass：Dave Bronze - Drum Programming：Steve Sidelnyk - Keyboards：Wix - Saxophone：Frank Mead - Trumpet：Sid Gauld 草原にソファを置いて - Produced & Mixed by Paul Staveley O'Duffy - Engineered by Ben Darlow - Drums：Chris Whitten - Bass：Jeremy Meehan - Guitar：Robbie McIntosh - Keyboards：Robin Smith - Strings Arranged & Conducted by Wil Malone - Strings：London Session Orchestra - Backing Vocals：Andy Caine バーガーショップで逢いましょう - Produced & Mixed by Paul Staveley O'Duffy - Engineered by Ben Darlow - Drums：Chris Whitten - Bass：Jeremy Meehan - Guitar：Robbie McIntosh - Keyboards：Robin Smith - Backing Vocals：Stevie Lange, Derek Green, George Chandler 僕はすっかり - Produced & Mixed by Paul Staveley O'Duffy - Engineered by Ben Darlow - Drums：Chris Whitten - Bass：Jeremy Meehan - Guitar：Robbie McIntosh - Keyboards：Robin Smith - Backing Vocals：Andy Caine, Tessa Niles | 共謀者 - Produced, Engineered & Mixed by Chris Porter - Drums & Percussion：Andy Duncan - Bass：Paul Turner - Guitar：Graham Kearns - Keyboards：Peter Gordeno - Programming & Assistant Engineer：Steve McNichol 帰宅 - Produced by Paul 'Wix' Wickens - Engineered & Mixed by Mark 'Tufty' Evans - Drums：David J. Mattacks - Guitar：Robbie McIntosh - Bass：Dave Bronze - Keyboards：Wix - Strings Arranged & Conducted by Ed Shearmur - Strings：London Metropolitan Orchestra - Strings Recorded by Gary Thomas ブラックマーケット - Produced by Paul 'Wix' Wickens - Engineered & Mixed by Mark 'Tufty' Evans - Drums：David J. Mattacks - Guitar：Robbie McIntosh - Bass：Dave Bronze - Keyboards：Wix - Violin：Gavyn Wright, Pat Kernan - Cello：Frank Schaefer - Saxophone：Frank Mead - Trumpet：Sid Gauld - Backing Vocals：Kyoichi Usamoto 君が家に帰ったときに - Produced, Engineered & Mixed by Chris Porter - Drums & Percussion：Andy Duncan - Bass：Paul Turner - Guitar：Phil Palmer - Keyboards：Peter Gordeno - Programming & Assistant Engineer：Steve McNichol ID - Produced & Mixed by Paul Staveley O'Duffy - Engineered by Ben Darlow - Bass：Jeremy Meehan - Guitar：Robbie McIntosh - Keyboards：Robin Smith - Strings Arranged & Conducted by Robin Smith - Strings：London Session Orchestra |